# Karnaphuli-Stausee

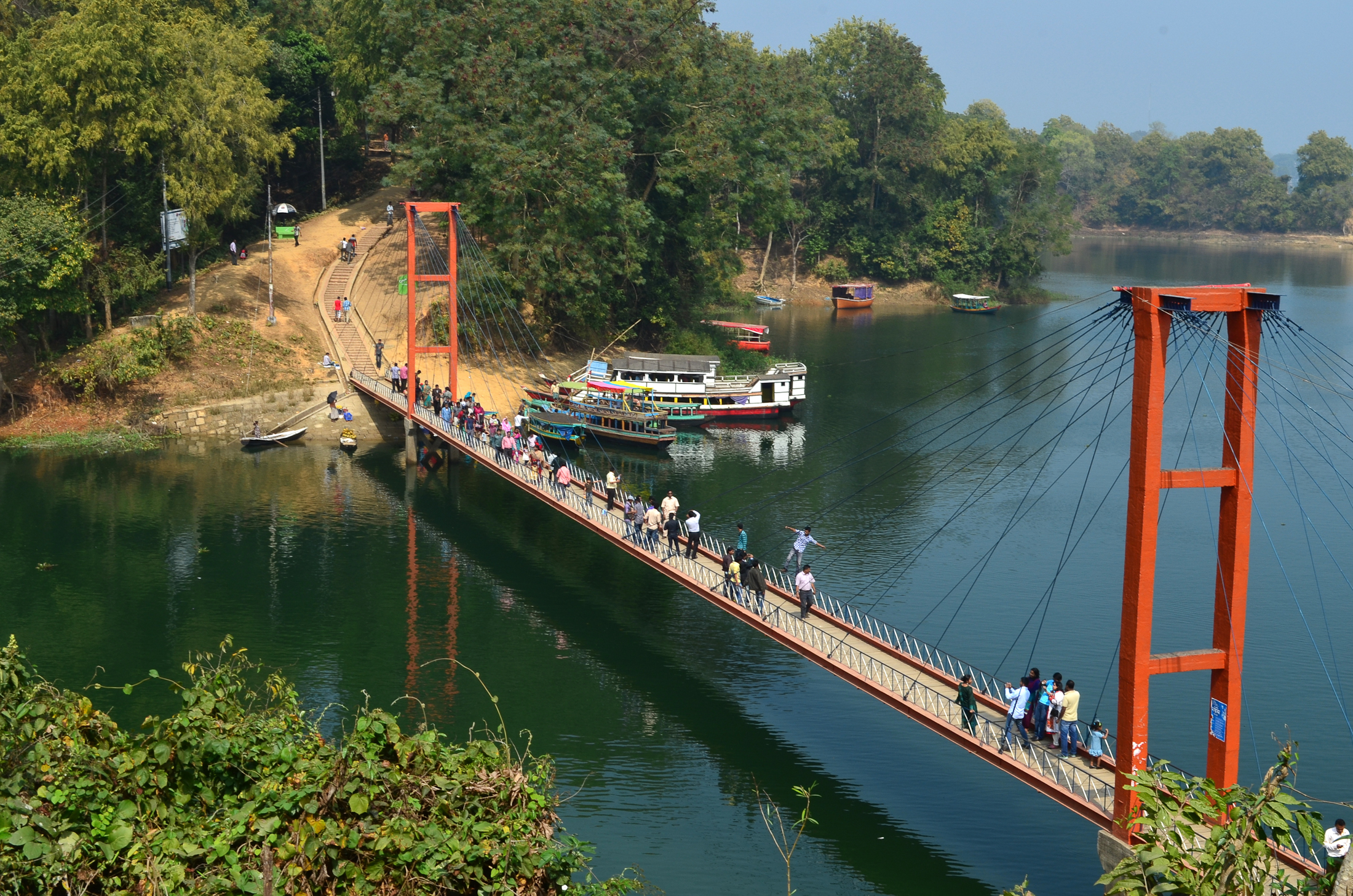
Hängebrücke

Der Karnaphuli-Stausee (auch Karnaphuli- bzw. Kaptai-Talsperre, bengalisch কাপ্তাই হ্রদ) ist die größte Talsperre mit dem einzigen Wasserkraftwerk in Bangladesch. Fertigstellung war im Jahr 1962, damals noch in Ost-Pakistan. Durch den Bau des Staudammes wurde der Fluss Karnaphuli zu einem großen Stausee aufgestaut. Er liegt im Südosten des Landes im Distrikt Rangamati bei dem Ort Kaptai, rund 65 km flussaufwärts von Chittagong.

## Nutzen
Die Hauptzwecke der Talsperre sind Hochwasserschutz und Wasserkraftgewinnung. Das Wasserkraftwerk hat eine elektrische Leistung von 230 Megawatt. Nebenzwecke sind Fischfang, Schifffahrt und Bewässerung.

## Stausee
Der Stausee ist wie ein H geformt und hat zwei Arme, die sich bei der Shubalong-Schlucht vereinigen. Mehrere Flüsse münden neben dem Karnaphuli in den Stausee. Dies sind: Mayni, Kasalong, Chengi und Rinkhyong. Die mittlere Tiefe ist ca. 9 m (je nach tatsächlichem Inhalt und Oberfläche etwas mehr oder weniger); die größte Tiefe ist 32 m.

## Absperrbauwerk
Der Staudamm aus Erdschüttmaterial ist 670 Meter lang, 45,7 Meter hoch und hat einen Hochwasserüberlauf mit 16 Öffnungen auf der linken Seite des Hauptdammes.
Der Bau dauerte sechs Jahre bis zur Einweihung am 30. März 1962.

## Nachteile des Stausees
Durch den Stausee wurden 655 km² Fläche überflutet. Die Fläche wird an anderer Stelle auch mit 583 oder 680 km² angegeben. Darin eingeschlossen sind 220 km² kultivierbares Land, das sind 40 % des kultivierbaren Landes in dem Gebiet. 18.000 Familien und 100.000 Ureinwohner mussten umgesiedelt werden und wurden nicht entschädigt. Davon waren 70 % vom Stamm der Chakma. Mehr als 40.000 Chakma wanderten nach Indien aus. Durch den Mangel an Ackerland gibt es Konflikte in diesem Gebiet. Der Stausee überflutete unter anderem auch Teile der Stadt Rangamati. Auch auf Flora und Fauna hatte der Stausee negative Folgen.
Weil die Vegetation rund um den See verschwindet, entsteht Erosion und demzufolge auch Erdrutsche, die den See allmählich verlanden lassen. In den 1990er Jahren hatte der Stausee schon 25 % seines Stauinhalts verloren.